# 李載允
李載允（韓語：이재윤，1984年12月15日—），韓國男演員。巴西柔術棕帶。

## 影視作品

### 電視劇
- 2005年：MBC《男生女生向前走5》
- 2006年：MBC《狼》
- 2008年：SBS《幸福百分百》
- 2009年：Mnet《Star Secret Life》
- 2009年：MBC《向大地頭球》飾演 申豐哲
- 2010年：MBC《被稱為神的男子》飾演 朴哲
- 2010年：MBC《暴風的戀人》飾演 李賢哲
- 2011年：SBS《我的愛在我身邊》飾演 李小龍
- 2011年：MBC《就像今天一樣》飾演 張智莞
- 2012年：SBS《幽靈》飾演 趙載民
- 2013年：SBS《野王》飾演 朱梁憲
- 2013年：JTBC《無情都市》飾演 池亨民
- 2013年：MBC《黃金彩虹》飾演 金萬元
- 2014年：tvN《魔女的戀愛》飾演 智妍的相親對象（客串）
- 2014年：MBC《Drama Festival－馨榮堂日記》飾演 李哲洙
- 2015年：tvN《Heart to Heart》飾演 張鬥秀
- 2015年：SBS《我有愛人了》飾演 閔奎錫
- 2015年：MBC《華麗的誘惑》飾演 洪英浩（特別演出）
- 2015年：O`live（朝鲜语：올'리브）、UMAX《對我乾杯》飾演 李在赫
- 2015年：Line Tv《Secret Message》飾演 李載秀
- 2016年：tvN《又，吳海英》飾演 韓泰振
- 2016年：MBC《舉重妖精金福珠》飾演 鄭載禮
- 2017年：tvN《卞赫的愛情》飾演 卞宇成
- 2017年：tvN《Argon》飾演 許勛
- 2018年：tvN《Mother》飾演 鄭振鴻
- 2018年：JTBC《Beauty Inside》飾演 李載允
- 2018年：MBC 《坏刑警》飾演 姜宇俊（特别演出）
- 2019年：TV朝鮮《朝鮮生存記》飾演  鄭佳益
- 2019年：OCN《Watcher》飾演  金江旭
- 2020年：SBS《Alice》飾演 金東虎
- 2021年：SBS《成為你的夜晚》飾演 「幸福柔道體育館」館長（特別出演）
- 2025年：Netflix《無赦之仇》飾演 金山/金吉祿
- 未知：Viu《The Season》[4]

### 電影
- 2012年：《初戀寄存》
- 2014年：《官能的法則》
- 2014年：《你是我的吸血鬼》
- 2019年：《壞傢伙們》飾演 骷髏門神
- 2023年：《首爾之春》饰演 林鹤柱

### 綜藝
- 2012年：《勝負之神》
- 2014年：Ystar《THE Friend in 宿霧》（與河錫辰、劉河俊）
- 2014年: 《叢林的法則》索羅門群島篇(嘉賓)
- 2015年7月7日、8月4日：《我們小區藝體能》(嘉賓)
- 《我們小區藝體能》(游泳篇，柔道篇，排球篇)
- 2017年：《叢林的法則》 紐西蘭篇(下)
- 2024年:《體能之巔：百人大挑戰2》- 20強

### MV
- 2010年：MC夢（feat.女團B-zion成員Mellow高敏愛）《死一樣的痛過》（與尹智敏）
- 2012年：T-ara《DAY BY DAY》、《Sexy Love》

## 獲獎
- 2011年：SBS演技大賞－新星獎（我的愛在我身邊）
- 2015年：KBS演藝大賞－綜藝部門 男子新人賞

## 外部連結
- Profile[永久]
- HanCinema （页面存档备份，存于）
- 李載允的Instagram帳戶

1. ↑  . 조이뉴스24. 2021-04-19  [2025-06-08]. （原始内容存档于2025-06-07） （韩语）.
2. ↑  . 스타뉴스. 2022-10-05  [2025-06-08] （韩语）.
3. ↑  . Koreaboo. 2017-09-01  [2017-09-01]. （原始内容存档于2021-02-28） （美国英语）.
4. ↑  . 이데일리. 2025-04-03 （韩语）. 已忽略未知参数|https://www.edaily.co.kr/news/read?newsId= (帮助);